# Felix Ley
Felix Ley, al secolo Alvin (Hewitt, 5 marzo 1909 – Naha, 24 gennaio 1972), è stato un missionario e vescovo cattolico statunitense.

## Biografia
Abbracciò la vita religiosa tra i frati minori cappuccini ed emise la sua professione il 22 luglio 1929; fu ordinato prete il 14 giugno 1936.
L'11 ottobre 1940 fu destinato alle missioni nell'isola di Guam.
Nel 1947 fu inviato nelle isole Ryūkyū, annesse quell'anno alla missione di Guam, come superiore regolare; il 21 gennaio 1949 fu nominato amministratore apostolico e l'11 marzo 1968 fu promosso all'episcopato.
Fondò, a Okinawa, la congregazione delle suore francescane del Cuore Immacolato di Maria.

## Genealogia episcopale
La genealogia episcopale è:
- Cardinale Scipione Rebiba
- Cardinale Giulio Antonio Santori
- Cardinale Girolamo Bernerio, O.P.
- Arcivescovo Galeazzo Sanvitale
- Cardinale Ludovico Ludovisi
- Cardinale Luigi Caetani
- Cardinale Ulderico Carpegna
- Cardinale Paluzzo Paluzzi Altieri degli Albertoni
- Papa Benedetto XIII
- Papa Benedetto XIV
- Papa Clemente XIII
- Cardinale Marcantonio Colonna
- Cardinale Giacinto Sigismondo Gerdil, B.
- Cardinale Giulio Maria della Somaglia
- Cardinale Carlo Odescalchi, S.I.
- Vescovo Eugène de Mazenod, O.M.I.
- Cardinale Joseph Hippolyte Guibert, O.M.I.
- Cardinale François-Marie-Benjamin Richard
- Cardinale Pietro Gasparri
- Arcivescovo Cesare Orsenigo
- Cardinale Josef Frings
- Arcivescovo Bruno Wüstenberg
- Vescovo Felix Ley, O.F.M.Cap.